# 橋元晃志
橋元 晃志（はしもと あきゆき、1994年11月18日 - ）は、日本の陸上競技選手。専門は短距離種目。鹿児島県出身。
鹿児島県出水市立野田中学校卒、鹿児島県立川薩清修館高等学校、早稲田大学スポーツ科学部卒。富士通在籍。

## 経歴
中学時代は九州大会100mで4位に入っている。
2010年鹿児島県立川薩清修館高等学校に入学。父である橋元幸公監督の指導のもと秋の国民体育大会では少年B100mで3位に入賞する。
2年時には鹿児島県高校総体200mで高校2年生初の20秒台となる20秒91を記録。世界ユース選手権200m4位、全国高校総体100m5位・200m2位、日本ユース選手権200mを20秒82の日本ユース新記録（当時）で制するなど、200mを中心に実績を積む。
3年時は全国高校総体100m2位・200m優勝、国民体育大会100m2位、日本ジュニア選手権では100mと200mで2冠を達成。高校時代は20秒台を通算で8回マークした。
2012年7月、世界ジュニア陸上競技選手権大会200m準決勝では21秒20の3組4位で、決勝進出を逃した。 男子4×100mリレーでは日本チーム（大瀬戸一馬－橋元－ケンブリッジ飛鳥－金森和貴）の第2走を務め、予選を39秒01のジュニアアジア記録で通過、決勝では39秒02で銅メダルを獲得した。
2013年早稲田大学スポーツ科学部に入学。5月の静岡国際200mで日本歴代6位タイおよびジュニア日本歴代2位（共に当時。同大会で飯塚翔太が当時日本歴代3位を記録））の記録となる20秒35（-0.3）をマークし、8月に開催される世界選手権のA標準（20秒52）を突破した。しかし、同月の関東インカレ200m決勝で左足太もも裏を痛めてしまい、6月の日本選手権に出場することができなかった。目標をユニバーシアードの表彰台に切り替え、7月のユニバーシアードには陸上競技の日本代表選手団唯一の1年生で参加した。200mと4×100mリレーの2種目にエントリーしていたが、200m2次予選で左足太もも裏を痛めて21秒61（+1.7）の2組5着で敗退し、4×100mリレーには出場することができなかった。
2014年9月14日に行われた第90回早慶対抗競技会では、4×200mリレーの1走を務めて1分22秒12の日本新記録を樹立した。
2015年4月18日、世界リレー日本代表の選考を兼ねた織田記念200mで2位に入り、この結果を受けて日本代表入りを打診されたが辞退した。
2017年4月1日、富士通に入社し、同社陸上競技部に入部。

## 自己ベスト
- 記録欄の（　）内の数字は風速（m/s）で、+は追い風、-は向かい風を意味する。

| 種目 | 記録          | 年月日        | 場所   | 備考             |
| ---- | ------------- | ------------- | ------ | ---------------- |
| 100m | 10秒29 (+0.4) | 2015年5月14日 | 横浜市 |                  |
| 200m | 20秒35 (-0.3) | 2013年5月3日  | 袋井市 | 日本歴代10位タイ |

## 年次記録
|                    | 100m   | 200m                                        |
| ------------------ | ------ | ------------------------------------------- |
| 2009年 （中学3年） | 11秒01 |                                             |
| 2010年 （高校1年） | 10秒69 |                                             |
| 2011年 （高校2年） | 10秒51 | 20秒82 高2歴代3位                           |
| 2012年 （高校3年） | 10秒39 | 20秒81 高校歴代8位タイ                      |
| 2013年 （大学1年） | 10秒45 | 20秒35 日本歴代10位タイ 日本ジュニア歴代3位 |
| 2014年 （大学2年） | 10秒43 | 20秒82                                      |
| 2015年 （大学3年） | 10秒29 | 20秒71                                      |
| 2016年 （大学4年） | 10秒45 | 21秒01                                      |
| 2017年             |        | 20秒99                                      |

太字は自己ベスト

## 主な成績
- 備考欄の記録は当時のもの

### 国際大会
| 年         | 大会                     | 場所       | 種目      | 結果    | 記録            | 備考                           |
| ---------- | ------------------------ | ---------- | --------- | ------- | --------------- | ------------------------------ |
| 2011 (高2) | 世界ユース選手権         | リール     | 200m      | 4位     | 21秒21 (+1.1)   |                                |
| 2011 (高2) | 世界ユース選手権         | リール     | メドレーR | 2位     | 1分50秒69 (2走) | ユース日本最高記録             |
| 2011 (高2) | 日韓中ジュニア交流競技会 | 名古屋     | 100m      | 優勝    | 10秒79 (-0.8)   |                                |
| 2011 (高2) | 日韓中ジュニア交流競技会 | 名古屋     | 4x100mR   | 2位     | 41秒36 (3走)    |                                |
| 2011 (高2) | 日韓中ジュニア交流競技会 | 名古屋     | 100m      | 2位     | 10秒95 (-0.8)   |                                |
| 2011 (高2) | 日韓中ジュニア交流競技会 | 名古屋     | 4x100mR   | 2位     | 41秒52 (3走)    |                                |
| 2012 (高3) | 世界ジュニア選手権       | バルセロナ | 200m      | 準決勝  | 21秒20 (-0.5)   |                                |
| 2012 (高3) | 世界ジュニア選手権       | バルセロナ | 4x100mR   | 3位     | 39秒02 (2走)    | 予選39秒01：ジュニアアジア記録 |
| 2013 (高3) | 日台交流ジュニア室内     | 大阪       | 60m       | 2位     | 6秒93           |                                |
| 2013 (大1) | ユニバーシアード (en)    | カザン     | 200m      | 2次予選 | 21秒61 (+1.7)   |                                |

### 日本選手権
| 年         | 大会             | 場所   | 種目    | 結果 | 記録          | 備考 |
| ---------- | ---------------- | ------ | ------- | ---- | ------------- | ---- |
| 2015 (大3) | 日本選手権リレー | 横浜市 | 4x100mR | 予選 | 40秒39 (1走)  |      |
| 2016 (大4) | 日本選手権リレー | 横浜市 | 4x100mR | 3位  | 39秒26 (3走)  |      |
| 2018 (社2) | 日本選手権       | 山口市 | 200m    | 予選 | 20秒94 (+0.5) |      |

### その他
- 主要大会を記載

| 年         | 大会                     | 場所          | 種目    | 結果   | 記録          | 備考                          |
| ---------- | ------------------------ | ------------- | ------- | ------ | ------------- | ----------------------------- |
| 2008 (中2) | 全日本中学校選手権       | 新潟市        | 4x100mR | 準決勝 | 44秒22 (1走)  |                               |
| 2009 (中3) | 全日本中学校選手権       | 大分市        | 100m    | 予選   | 11秒27 (0.0)  |                               |
| 2009 (中3) | ジュニアオリンピック     | 横浜市        | 100m    | 準決勝 | 11秒27 (+1.2) |                               |
| 2010 (高1) | インターハイ             | 沖縄市        | 100m    | 準決勝 | 11秒26 (-2.5) |                               |
| 2010 (高1) | 国民体育大会             | 千葉市        | 100m    | 3位    | 10秒69 (+1.7) |                               |
| 2010 (高1) | 国民体育大会             | 千葉市        | 4x100mR | 準決勝 | DQ (1走)      |                               |
| 2010 (高1) | 日本ユース選手権         | 名古屋市      | 100m    | 5位    | 10秒76 (+1.5) |                               |
| 2011 (高2) | インターハイ             | 北上市        | 100m    | 5位    | 10秒72 (-0.5) |                               |
| 2011 (高2) | インターハイ             | 北上市        | 200m    | 2位    | 21秒10 (-0.4) |                               |
| 2011 (高2) | 国民体育大会             | 山口市        | 100m    | 6位    | 10秒70 (-0.1) |                               |
| 2011 (高2) | 国民体育大会             | 山口市        | 4x100mR | 予選   | 41秒85 (2走)  |                               |
| 2011 (高2) | 日本ユース選手権         | 名古屋市      | 200m    | 優勝   | 20秒82 (0.0)  | ユース日本最高記録            |
| 2012 (高3) | 静岡国際                 | 袋井市        | 200m    | 決勝   | 20秒96 (+1.0) |                               |
| 2012 (高3) | 静岡国際                 | 袋井市        | 4x100mR | 5位    | 39秒16 (2走)  | ジュニア日本記録              |
| 2012 (高3) | ゴールデングランプリ川崎 | 川崎市        | 4x100mR | 5位    | 39秒69 (3走)  |                               |
| 2012 (高3) | インターハイ             | 新潟市        | 100m    | 2位    | 10秒50 (0.0)  |                               |
| 2012 (高3) | インターハイ             | 新潟市        | 200m    | 優勝   | 20秒81 (-0.5) |                               |
| 2012 (高3) | インターハイ             | 新潟市        | 4x100mR | 準決勝 | 41秒09 (2走)  |                               |
| 2012 (高3) | 国民体育大会             | 岐阜市        | 100m    | 2位    | 10秒42 (+0.1) |                               |
| 2012 (高3) | 国民体育大会             | 岐阜市        | 4x100mR | 準決勝 | 41秒15 (2走)  |                               |
| 2012 (高3) | 日本ジュニア選手権       | 名古屋市      | 100m    | 優勝   | 10秒50 (-0.7) |                               |
| 2012 (高3) | 日本ジュニア選手権       | 名古屋市      | 200m    | 優勝   | 21秒04 (+0.2) |                               |
| 2013 (高3) | 日本ジュニア室内大阪     | 大阪市        | 60m     | 4位    | 6秒95         |                               |
| 2013 (大1) | 織田記念                 | 広島市        | 100m    | B決勝  | 10秒36 (+2.3) |                               |
| 2013 (大1) | 静岡国際                 | 袋井市        | 200m    | 2位    | 20秒35 (-0.3) | 自己ベスト                    |
| 2013 (大1) | 関東インカレ (1部)       | 東京都 横浜市 | 100m    | 準決勝 | 10秒98 (-4.2) |                               |
| 2013 (大1) | 関東インカレ (1部)       | 東京都 横浜市 | 200m    | 9位    | 29秒72 (-0.5) |                               |
| 2013 (大1) | 関東インカレ (1部)       | 東京都 横浜市 | 4x100mR | 2位    | 38秒81 (4走)  |                               |
| 2013 (大1) | 日本学生個人選手権       | 平塚市        | 200m    | 準決勝 | DNS           | 予選21秒33 (-0.9)             |
| 2013 (大1) | 国民体育大会             | 調布市        | 100m    | 準決勝 | 10秒65 (-1.9) |                               |
| 2013 (大1) | 国民体育大会             | 調布市        | 4x100mR | 予選   | 41秒04 (2走)  |                               |
| 2014 (大2) | 日本学生個人選手権       | 平塚市        | 200m    | 準決勝 | DNS           | 予選21秒38 (+3.4)             |
| 2014 (大2) | 日本インカレ             | 熊谷市        | 200m    | 3位    | 20秒82 (-0.1) |                               |
| 2014 (大2) | 日本インカレ             | 熊谷市        | 4x100mR | 2位    | 39秒10 (3走)  |                               |
| 2014 (大2) | 国民体育大会             | 諫早市        | 4x100mR | 5位    | 39秒97 (3走)  |                               |
| 2015 (大3) | 織田記念                 | 広島市        | 100m    | B決勝  | DNS           | 予選10秒56 (+0.5)             |
| 2015 (大3) | 織田記念                 | 広島市        | 200m    | 2位    | 20秒71 (+1.5) |                               |
| 2015 (大3) | 静岡国際                 | 袋井市        | 200m    | 3位    | 20秒91 (-0.5) |                               |
| 2015 (大3) | 関東インカレ (1部)       | 横浜市        | 100m    | 3位    | 10秒38 (+1.0) | 予選10秒29 (+0.4)：自己ベスト |
| 2015 (大3) | 関東インカレ (1部)       | 横浜市        | 4x100mR | 予選   | 39秒91 (3走)  | 決勝進出                      |
| 2015 (大3) | 日本インカレ             | 大阪市        | 200m    | 2位    | 20秒71 (-0.6) |                               |
| 2015 (大3) | 日本インカレ             | 大阪市        | 4x100mR | 3位    | 39秒52 (3走)  |                               |
| 2015 (大3) | 国民体育大会             | 和歌山市      | 100m    | 予選   | 10秒79 (+0.6) |                               |
| 2016 (大4) | 日本インカレ             | 熊谷市        | 100m    | 準決勝 | 10秒51 (+0.5) |                               |
| 2016 (大4) | 日本インカレ             | 熊谷市        | 200m    | 3位    | 21秒01 (-0.1) |                               |
| 2016 (大4) | 日本インカレ             | 熊谷市        | 4x100mR | 3位    | 40秒08 (3走)  |                               |
| 2016 (大4) | 国民体育大会             | 北上市        | 4x100mR | 5位    | 40秒52 (3走)  |                               |
| 2017 (社1) | 東日本実業団選手権       | 秋田市        | 200m    | 優勝   | 20秒99 (-2.1) |                               |
| 2017 (社1) | 南部記念                 | 札幌市        | 200m    | 優勝   | 20秒61 (+3.1) |                               |
| 2017 (社1) | 全日本実業団選手権       | 大阪市        | 4x100mR | 予選   | 40秒60 (2走)  | 決勝進出                      |
| 2018 (社2) | 静岡国際                 | 袋井市        | 200m    | B決勝  | 21秒09 (+2.7) |                               |
| 2018 (社2) | 東日本実業団選手権       | 熊谷市        | 200m    | 優勝   | 21秒06 (-0.9) |                               |
| 2018 (社2) | 全日本実業団選手権       | 大阪市        | 200m    | 3位    | 20秒87 (+0.1) |                               |
| 2018 (社2) | 全日本実業団選手権       | 大阪市        | 4x100mR | 3位    | 40秒20 (2走)  |                               |
| 2018 (社2) | 全日本実業団選手権       | 大阪市        | 4x400mR | 予選   | DQ (3走)      |                               |